# Wymbritseradiel
Wymbritseradiel (in olandese Wymbritseradeel) è un ex-comune olandese di 16 151 abitanti situato nella provincia della Frisia. Il 1º gennaio 2011 è entrato a far parte del nuovo comune di Súdwest Fryslân.